# إس. بي. سبنسر
إس. بي. سبنسر (بالإنجليزية: S. B. Spencer)‏ هو سياسي أمريكي، ولد في 26 ديسمبر 1827، وتوفي في 16 أكتوبر 1901.